# Vigo (Espagne)
Pour les articles homonymes, voir Vigo.
Vigo (prononcé en galicien : /ˈbi.ɣʊ/ ; en espagnol : /ˈbi.ɣo/) est une ville de la province de Pontevedra, dans la communauté autonome de Galice, en Espagne. C'est la commune la plus peuplée de Galice avec 293 642 habitants en 2018 d'après l'Institut national de la statistique espagnol (INE). Un tiers de la population vit en zone rurale. 
Elle est située au bord de l'océan Atlantique et c'est un important port de pêche. L'Union européenne, ayant institué en avril 2005 l'Agence communautaire de contrôle des pêches, a choisi Vigo pour en abriter le siège.

## Communes voisines
L'océan Atlantique est au nord de la ville. Au nord-ouest se trouve Redondela, à l'est Mos, au sud O Porriño et Gondomar. Nigrán est au sud-ouest.
Au nord, Pontevedra, le chef-lieu provincial, est située à 30 km de Vigo ; Saint-Jacques-de-Compostelle à 86 km ; La Corogne à 160 km. Au sud, Porto (Portugal) est à 149 km.

## Tourisme
La vieille ville de Vigo est connue sous le nom de O Berbés. C'est en fait le vieux port de pêche de la ville, constitué de quelques vieilles maisons d'un ou deux étages, en granit. La plupart de ces maisons ont été construites au XVIIIe siècle et au début du XIXe siècle. Dans le lacis des ruelles et des placettes se trouvent de nombreuses églises. 
Dans le quartier O Barbès, on découvre un curieux marché  où les poissonnières vendent des huîtres qui se dégustent dans les innombrables bars.
La Cathédrale Sainte Marie, également appelée "Colegiata Santa Maria", est enclavée dans les ruelles du centre historique. Construite en 1816 dans un style néoclassique plutôt sobre, elle abrite le "Christ da Victoria" (du XVIIIe siècle), vénéré pour être à l'origine de la victoire des habitants de la ville contre les troupes napoléoniennes en 1809. En tribune, l'orgue de style romantique, construit en 1909 par Lope Alberdi, comporte 25 jeux.
Vigo héberge quelques musées, pour la plupart inaugurés entre la fin des années 1990 et le début des années 2000. Parmi eux, le Musée d'Art Contemporain (MARCO) et le Musée de la Mer. Le musée le plus ancien est le Musée Municipal Quiñones de León.  
La ville abrite également un théâtre : le Centro Cultural Caixanova, construit par l'architecte Antonio Palacios.
Mais ce sont les îles Cies, à 15 kilomètres au large, qui attirent les touristes. Avec l' île de Ons sur la Ria de Pontevedra et Cortegada sur la Ria d'Arosa, ce petit archipel fait partie du parc national des Îles Atlantiques.

## Économie
Les industries liées au caractère maritime de la ville sont implantées depuis de nombreuses années, surtout la pêche, les conserveries et la construction navale. En 1947, le gouvernement de la dictature franquiste accorda une Zone franche à Vigo et en 1964 un Pôle de Développement, ce qui favorisa le développement commercial et industriel de la ville. Depuis lors, la construction automobile occupe une place importante dans l'économie de la ville, notamment avec l'usine PSA-Peugeot-Citroën qui est présente dans la Zone franche de la ville depuis 1956.
La finance et l'extraction de granite d'O Porriño constituent d'autres activités économiques majeures de Vigo.

## Personnalités liées à la commune
- Concepción Arenal (1820-1893), pionnière du féminisme espagnol ;
- Urania Mella (1900-1945), femme politique, incarcérée à la prison centrale de Saturraran sous le franquisme ;
- Mercedes Núñez Targa (1911-1986), femme politique républicaine espagnole, militante antifasciste, résistante de la Seconde Guerre mondiale, déportée à Ravensbrück ;
- María José Martínez Patiño (1961-), coureuse de haies espagnole.

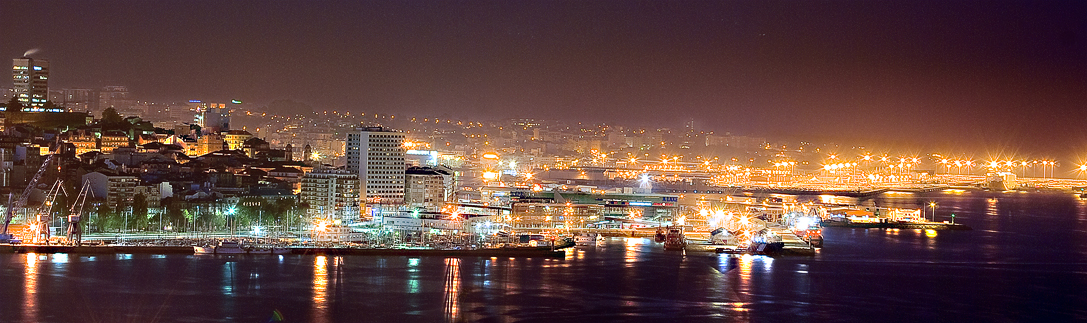
Vue panoramique nocturne de Vigo.

## Histoire

### Bataille navale de Vigo, la bataille du trésor englouti
La bataille navale de la baie de Vigo eut lieu le 23 octobre 1702 dans la baie de Vigo et mit aux prises une flotte anglo-hollandaise dirigée par l'amiral George Rooke, avec un convoi franco-espagnol commandé par les amiraux François Louis Rousselet de Châteaurenault et Manuel de Velasco.
Rooke, tenu en échec devant Cadix, avec une flotte anglo-hollandaise de 49 navires, renonce le 29 septembre 1702, fait route vers l'Angleterre. Alors qu'il fait relâche à Lagos (Portugal), il apprend qu'un convoi espagnol, chargé de ramener en une fois toute la production des colonies américaines de l'année précédente, a quitté La Havane le 24 juillet et avait reçu ordre de détourner sa route de Cadix, où devait se trouver Rooke, vers Vigo, qu'il avait atteint le 23 septembre.
Décidé à rendre un peu de lustre à sa mission, Rooke fait voile immédiatement vers Vigo, où il tombe sur l’escadre de 40 vaisseaux français et espagnols en train de décharger le fret. La flotte espagnole est composée de 20 navires ramenant leurs riches cargaisons des Indes Occidentales commandée par Velasco, et de son escorte de 20 vaisseaux de la Marine royale française. Châteaurenault avait déjà organisé la protection du port en refermant la darse par des herses de mâts de navire qu'il avait donné l'ordre d'abattre ; l'entrée du port était couverte par des pièces d'artillerie en batterie depuis les forts de la ville et de l'île San Simón, non loin de Redondela.

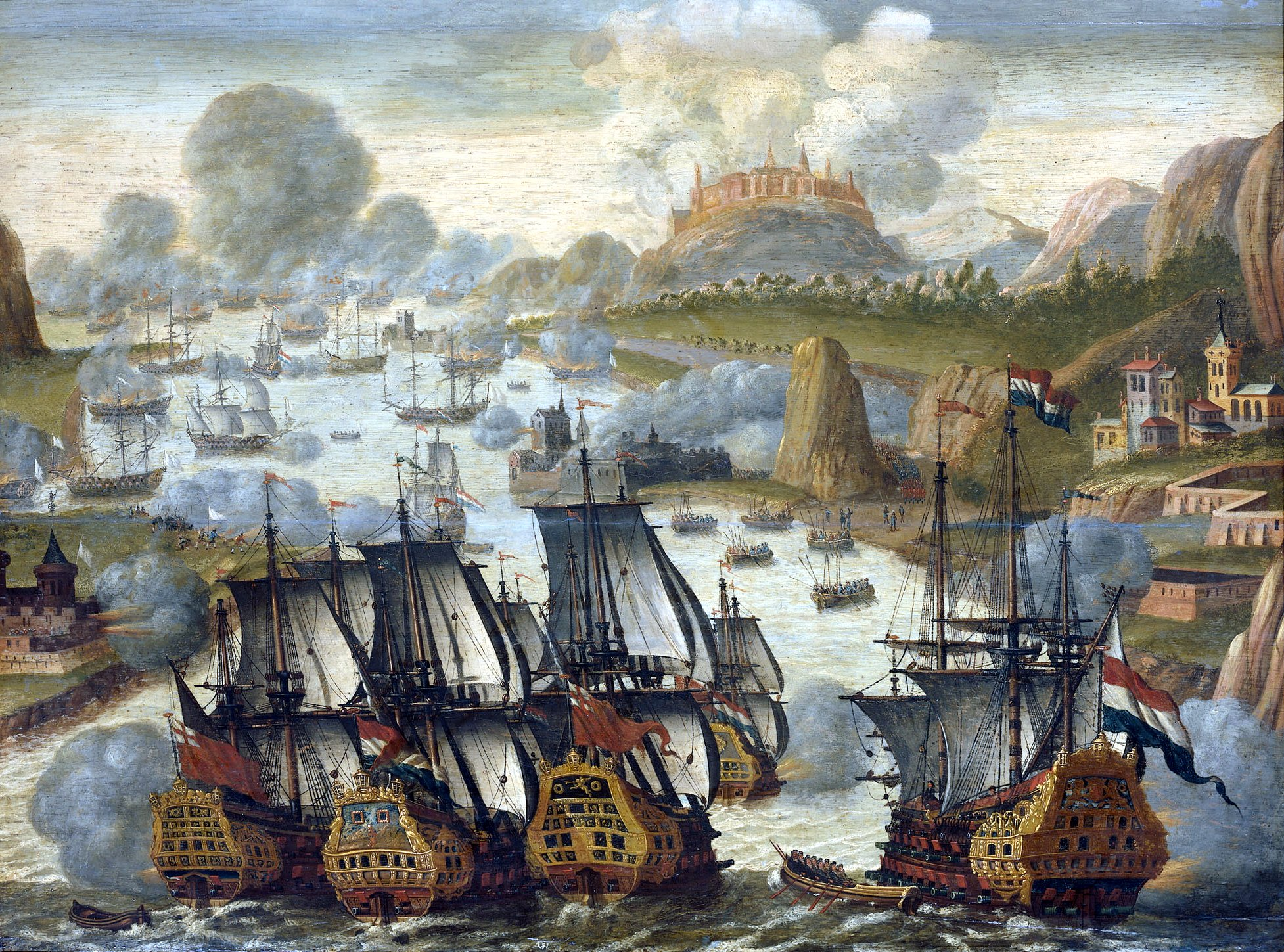
La bataille de Vigo coûte 18 vaisseaux à la France et 11 à l'Espagne. Au premier plan, les vaisseaux anglais et hollandais. Anonyme.

L'affrontement se déroule dans la baie de San Simón où les Franco-Espagnols se sont abrités, pensant ainsi pouvoir se garder de toute tentative d'attaque de la part des Anglais.
L'assaut est un succès total pour Rooke. 12 des vaisseaux français sont détruits. Les Anglo-hollandais s'emparant du reste de l'escadre (6 vaisseaux et deux frégates).
11 navires espagnols sont détruits et 9 sont capturés. La flotte anglo-hollandaise ne perd aucun bâtiment.
Les vainqueurs récupèrent 14 000 livres de butin (près de 3 millions de livres avaient déjà été déchargés par les Espagnols avant l'assaut).
La légende suivant laquelle une partie du butin de Vigo serait encore sous les eaux, dans les épaves de certains navires, eut longtemps la vie dure. On en trouve un écho dans le célèbre roman de Jules Verne, 20 000 lieues sous les mers, où le capitaine Nemo montre à ses hôtes l'épave d'un navire espagnol. On y fait référence également dans le roman La Bataille invisible, de Gaston Leroux, où Alliés, commandés par le capitaine Hyx, et Allemands tentent de s'emparer des richesses englouties en faisant une véritable guerre de tranchées au fond de la baie de Vigo (action se passant pendant la Première Guerre mondiale).

### Août 1805: échec de l'amiralVilleneuveet du plan de conquête de l'Angleterre par Napoléon.
En juillet 1805, une flotte franco-espagnole de vingt vaisseaux de ligne et sept frégates, commandée par le vice-amiral Pierre Charles Silvestre de Villeneuve, revient des Antilles où elle a leurré Nelson, en vue de rallier Brest. Son objectif, après s'être renforcée des escadres du Ferrol et de Rochefort, est de dégager la flotte de Ponant (21 vaisseaux) enfermée à Brest, et de repousser la "Channel Fleet" (30 vaisseaux de William Cornwallis), pour déboucher sur le pas de Calais et couvrir le transport de la Grande Armée de Boulogne à Douvres.

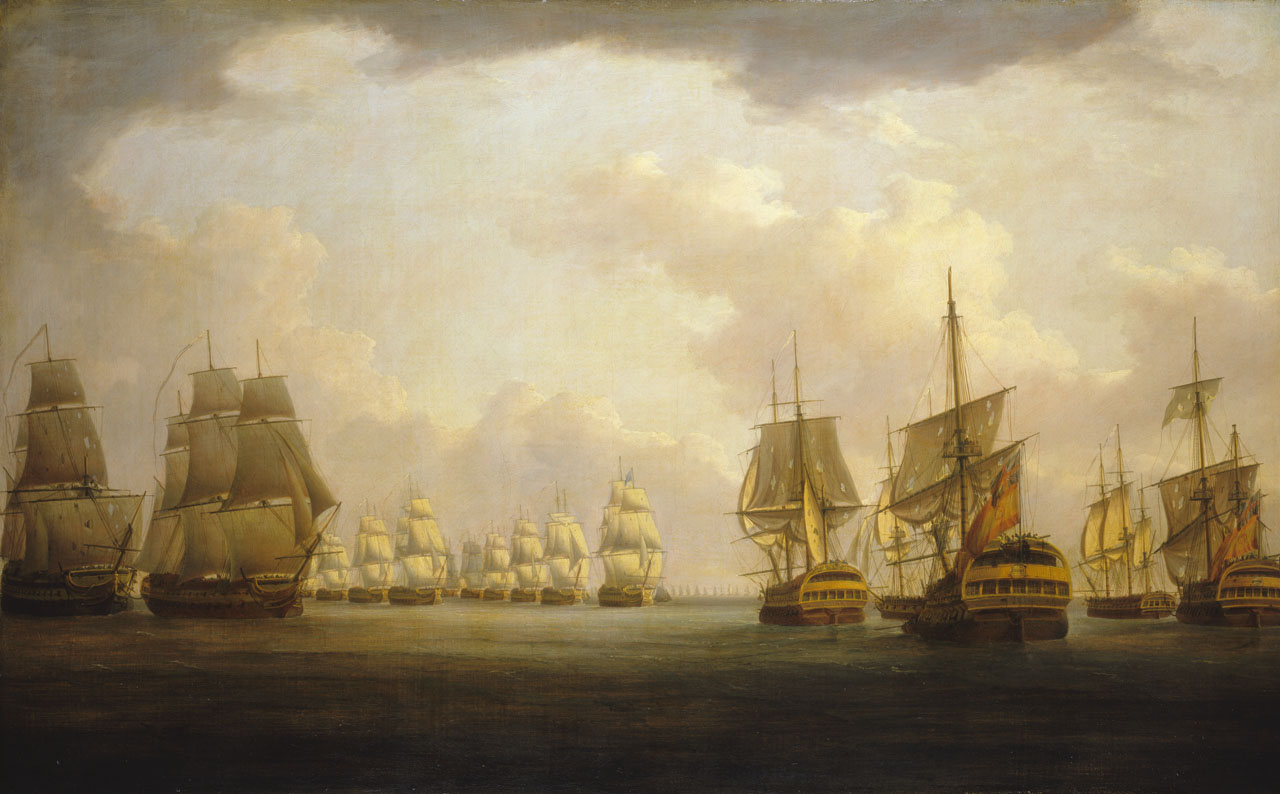
La bataille du cap Finisterre ou bataille « des quinze-vingt », 23 juillet 1805 ; par William Anderson.

Le 23 juillet 1805, alors qu'elle est en passe de réussir ce plan audacieux, la flotte de Villeneuve (14 vaisseaux français et six espagnols commandés par l'amiral Federico Gravina), se heurte au nord du cap Finisterre, à une flotte de 15 navires du contre-amiral Calder. Malgré l'infériorité numérique les Britanniques capturent deux navires espagnols avant que le brouillard ne sépare les flottes. Le lendemain, malgré les incitations de Federico Gravina désireux de récupérer ses vaisseaux capturés, Villeneuve ne profite pas de sa supériorité numérique, de tous les vaisseaux français intacts, de l'avantage du vent pour attaquer la flotte pourtant éprouvée de Calder.
Le vent tourne et désunit ses navires, et le 28 juin, il rassemble sa flotte en baie de Vigo, puis il se réfugie en rade de La Corogne le 1er août. Là il peut se renforcer d'une dizaine de vaisseaux qui l’attendaient au Ferrol. Malgré les ordres de rallier Brest, très clairs, de Napoléon, Villeneuve tergiverse. Le 7 il fait une nouvelle tentative et prend la mer en voguant au-devant de l'escadre de Rochefort, du contre-amiral Zacharie Allemand, dont il sait qu'elle croise au large dans le golfe de Gascogne et cherche à établir le contact. Villeneuve l'aperçoit sans doute mais il la prend pour une flotte ennemie. Inquiet, il se replie de nouveau sur Vigo début août. Il est vraisemblable que Villeneuve a cru les rumeurs qui circulaient sur la présence d'une importante force navale britannique dans la baie de Biscaye. Il redoute d'avoir à affronter avec des navires éprouvés par six mois de mer et des équipages épuisés et malades. De fait, mais seulement le 15 août, Cornwallis a pris la lourde décision de détacher vingt de ses vaisseaux pour renforcer Calder contre Villeneuve, ce qui ne lui en laisse que onze pour garder la Manche.
Le 15 août, ruinant les espoirs de Napoléon d'envahir l'Angleterre, Villeneuve renonce définitivement à son objectif, quitte la ria de Vigo pour Cadix. Cadix où sa flotte s'enferme le 21. Deux mois plus tard elle sera anéantie par Nelson, au large du cap Trafalgar, anéantissant définitivement toute menace pour l'Angleterre.

## Musées
Vigo possède plusieurs musées, dont la plupart ont été ouverts dans les années 2000.  
- Musée de la Mer de Galicia : on y trouve entre autres un aquarium contenant les espèces marines propres à Galicia.
- MARCO (Musée d’art contemporain de Vigo) : Le bâtiment fut à l’origine le palais de justice. On y trouve désormais des expositions artistiques diverses incluant photographies, sculptures, et peintures.
- Musée Municipal de Castrelos (Museo Quiñones de León) : a été donné par le marquis d’Alcedo en 1925. Il est divisé en trois parties ; une partie reproduisant le temps où il était habité, une autre partie consacrée à l’art contemporain de Galicia, et la dernière partie est consacrée à la Préhistoire de Vigo.
- Musée du Parc des Îles Atlantiques
- Verbum Casa das Palabras
- Pinacoteca de Vigo
- Centro Galego de Fotografía
- Musée Etnográfico Liste
- Casa das Artes : il est le principal centre d'expositions temporaires prévues pour l'unité de la Culture de la ville de Vigo
- Casa Galega da Cultura : Les parties les plus importantes de la Casa Galega da Cultura sont la Bibliothèque Penzol, la bibliothèque Fernández del Riego et le musée Fransisco Fernández del Riego.

## Transport
Vigo est desservie par l’aéroport Vigo-Peinador à 10 kilomètres de la ville avec quelques destinations intérieures et un vol pour Londres.  
Un train connecte directement Vigo avec Porto et des travaux sont en cours pour relier le centre-ville avec le réseau de train haute vitesse espagnol.
Un service de traversier fait le transport entre le port de Vigo et les îles Cíes, situées à 15 km de la ville et faisant partie du parc national des îles atlantiques de Galicia. La plage principale de l’île centrale avait été déclarée la meilleure plage du monde en 2007 par le journal britannique The Guardian.

## Politique et administration

### Rattachements administratifs et électoraux
Vigo appartient à la comarque éponyme, à la province de Pontevedra et à la communauté autonome de Galice
Elle relève de la circonscription de Pontevedra pour les élections aux Cortes Generales et au Parlement de Galice.
Elle dépend du district judiciaire de Vigo.

### Conseil municipal
Lors des élections municipales du 28 mai 2023, la ville de Vigo comptait 292 374 habitants. Son conseil municipal (Pleno del Ayuntamiento) se compose donc de 27 élus.

### Liste des maires
| Mandature | Maire | Maire                         | Parti | Majorité |
| --------- | ----- | ----------------------------- | ----- | -------- |
| 1979-1983 |       | Manuel Soto Ferreiro (es)     | PSOE  | 8 / 27   |
| 1983-1987 |       | Manuel Soto Ferreiro (es)     | PSOE  | 12 / 27  |
| 1987-1991 |       | Manuel Soto Ferreiro (es)     | PSOE  | 11 / 27  |
| 1991-1995 |       | Carlos González Príncipe (es) | PSOE  | 11 / 27  |
| 1995-1999 |       | Manuel Pérez Álvarez (es)     | PP    | 15 / 27  |
| 1999-2003 |       | Lois Pérez Castrillo (es)     | BNG   | 8 / 27   |
| 2003-2007 |       | Ventura Pérez Mariño (es)     | PSOE  | 8 / 27   |
| 2003-2007 |       | Corina Porro (12/2003)        | PP    | 10 / 27  |
| 2007-2011 |       | Abel Caballero                | PSOE  | 9 / 27   |
| 2011-2015 |       | Abel Caballero                | PSOE  | 11 / 27  |
| 2015-2019 |       | Abel Caballero                | PSOE  | 17 / 27  |
| 2019-2023 |       | Abel Caballero                | PSOE  | 20 / 27  |
| 2023-2027 |       | Abel Caballero                | PSOE  | 19 / 27  |

## Démographie
Au début du XXe siècle, Vigo était un petit port de pêche de 23 000 habitants. L'arrivée de populations nouvelles (notamment de populations venues de la province d'Ourense, pour travailler dans le secteur industriel), a permis à la population de connaître une croissance continue tout au long du XXe siècle, atteignant 292 059 habitants au recensement de 2004.
Vigo abrite 31% de la population de la province de Pontevedra, et 10% % de la population galicienne.
| 1900   | 1930   | 1950    | 1981    | 1991    | 1996    | 2001    | 2004    | 2005    |
| ------ | ------ | ------- | ------- | ------- | ------- | ------- | ------- | ------- |
| 23 259 | 65 012 | 137 873 | 258 724 | 276 109 | 286 774 | 280 186 | 292 059 | 293 725 |

| 2007    | 2016    | - | - | - | - | - | - | - |
| ------- | ------- | - | - | - | - | - | - | - |
| 294 772 | 292 817 | - | - | - | - | - | - | - |

## Éducation
Université de Vigo

## Jumelages
La ville de Vigo est jumelée avec :
- Lorient (France) depuis le 22 janvier 1983 ;
- Porto (Portugal) ;
- Buenos Aires (Argentine) depuis 1992 ;
- Caracas (Venezuela).

## Galerie

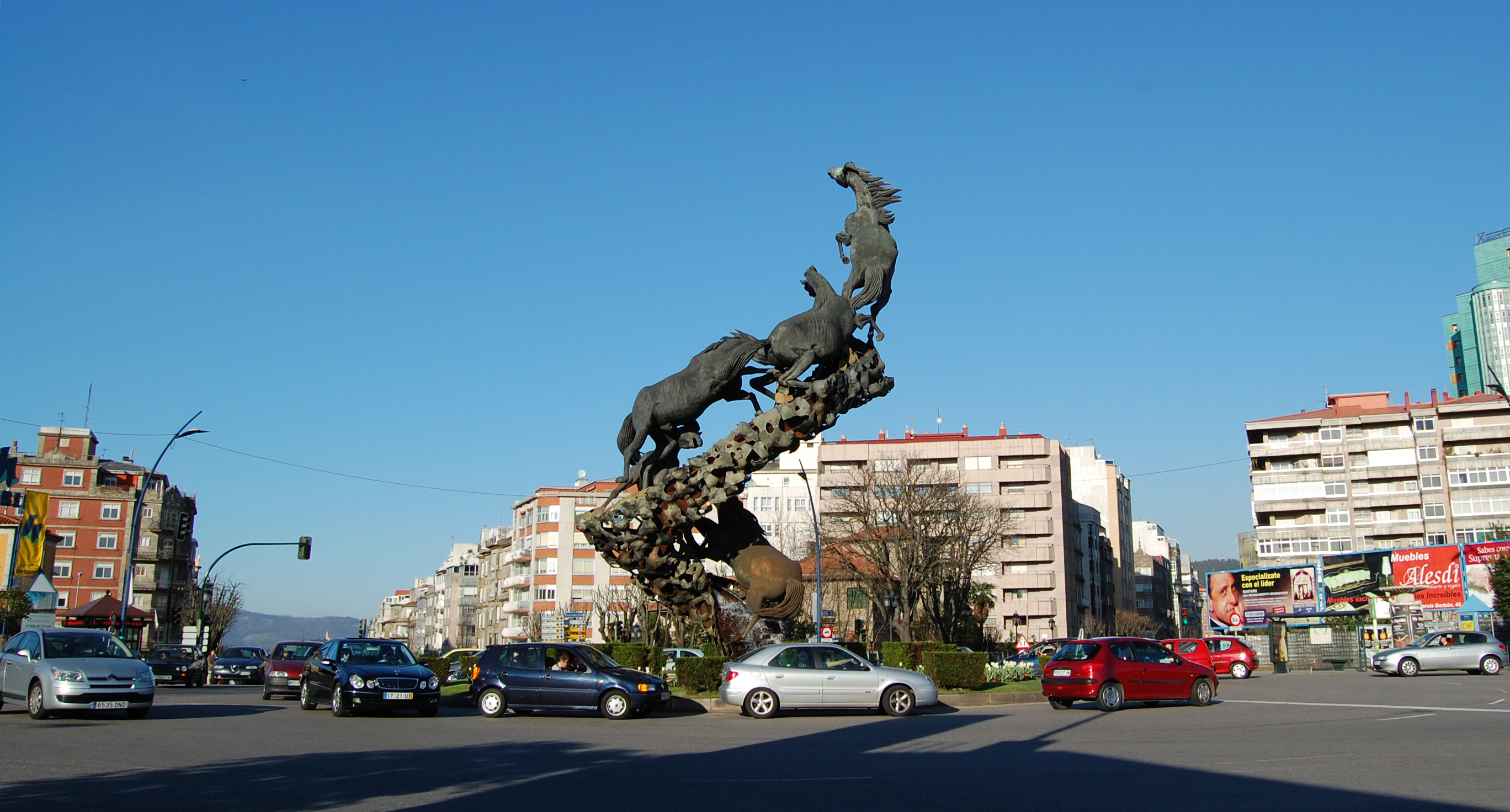
Place d'Espagne à Vigo.
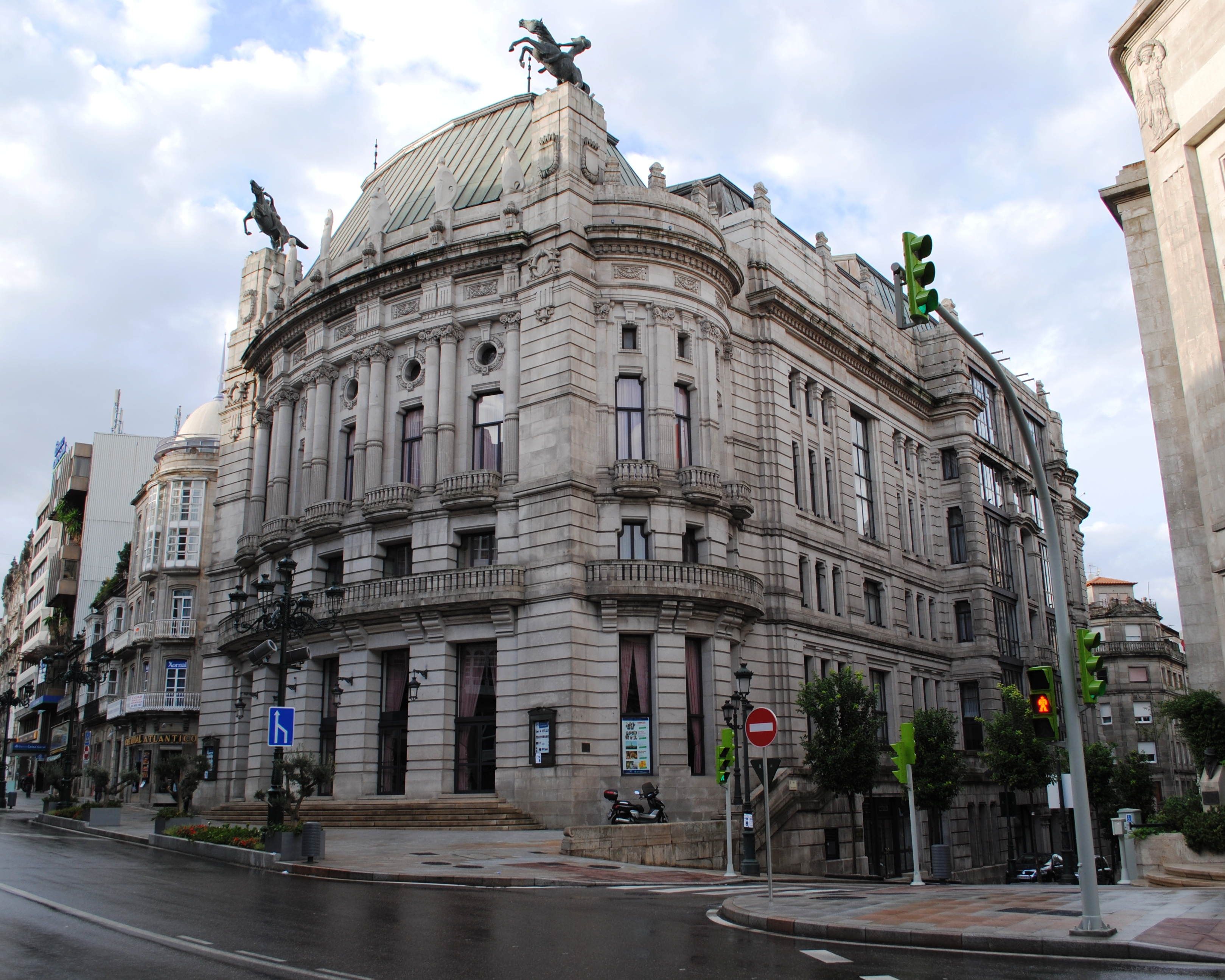
Centre culturel Caixanova.
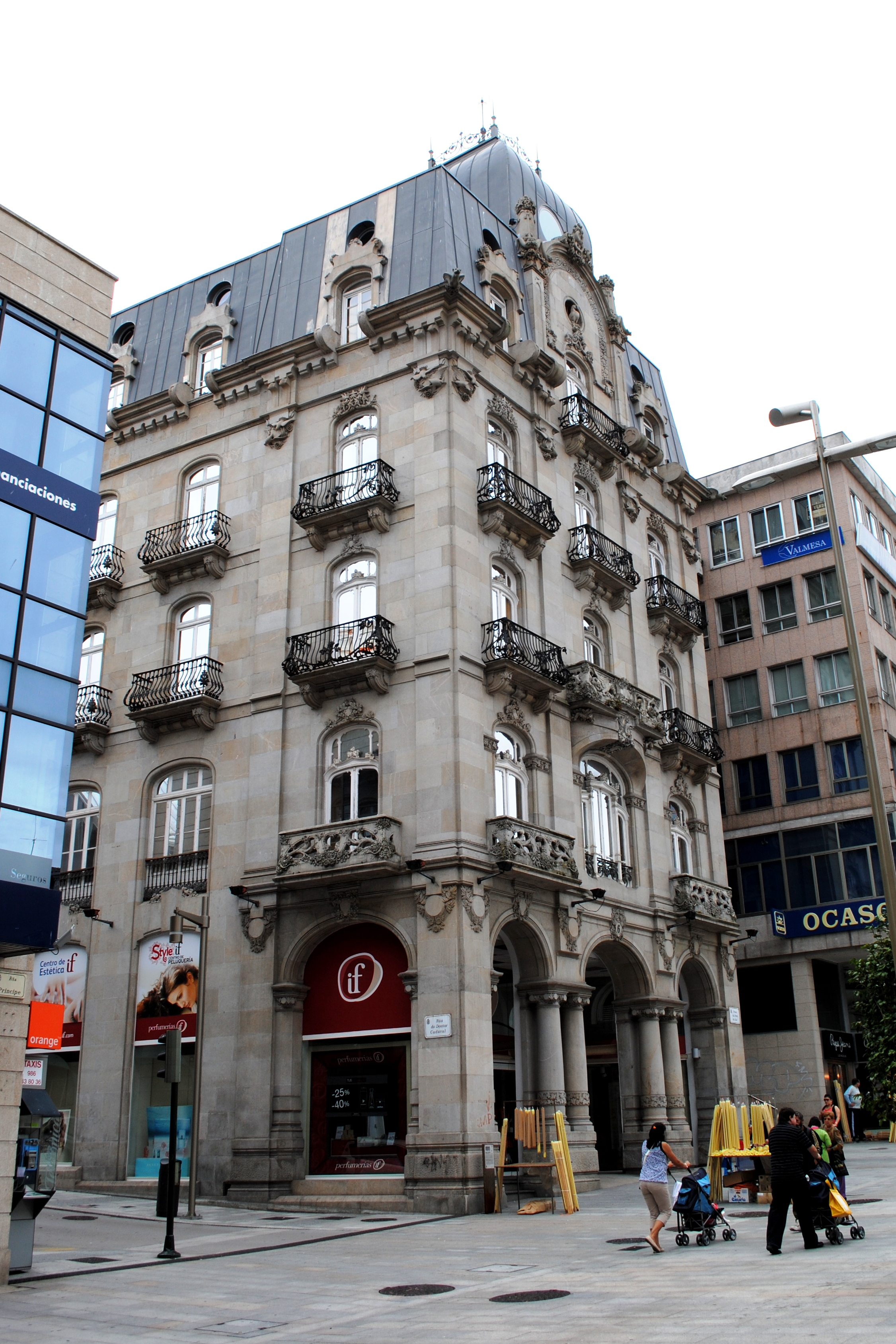
Banque Simeon.

## Personnalités de Vigo

### D'hier
- Antonio Fernández : Peintre
- Ángel Lemos : Artiste
- Casto Méndez Núñez : Militaire
- Cesáreo González : Producteur de cinéma
- Casimiro Marcó del Pont : Militaire
- Martin Codax : Poète du Moyen Âge
- Meendiño : Poète du Moyen Âge
- Xavier Pousa : Peintre
- Pahiño : Footballeur
- Ricardo Mella : Anarchiste
- Serafin de Avendano : Artiste-peintre
- Michel Pacewicz : Architecte

### Contemporains
- Amparo Alonso-Betanzos, informaticienne, chercheuse et professeure
- Patricia Avendaño Vigo, Styliste
- Xesús Alonso Montero, écrivain
- Teo Cardalda, musicien
- Eva Carreras, chanteuse de OT2006
- María Castro, actrice
- Alberto Comesaña, musicien
- Matias Dominguez, réalisateur
- Essien Dominguez, musicien
- Gael Dominguez, comédien
- Antonio Durán "Morris", acteur
- Chus Lago, alpiniste
- Miguel Lago, humoriste
- Marta Larralde, actrice
- Manuel Manquiña, acteur
- Manuel Porzner, cycliste
- Oscar Martinez Piquenque, chef
- Diana Nogueira, actrice, modèle et présentatrice
- Carlos Núñez, musicien
- Iván Ferreiro, musicien
- Borja Oubiña, footballeur
- Antón Reixa, réalisateur de cinéma
- Max Skacha, musicien
- Cote Soler, acteur
- Silvia Superestar, chanteuse
- María Vázquez, actrice
- Yolanda Vázquez, présentatrice de télévision
- Michel Salgado, footballeur
- Julián Hernández Rodríguez-Cebral, musicien
- Eva Vila, actrice
- Jacinto Rey, écrivain
- Ramón Souto, compositeur
- Pedro Alonso, acteur
- Alejandro Gómez (1967-2021), athlète olympique.
- Le groupe de punk hardcore We Ride.

## Cinéma et télévision
La ville de Vigo accueille de nombreux tournages de cinéma, dont les films Apocalypse Z : Le Début de la fin et Heroína de Gerardo Herrero  (2005), ainsi que de séries télévisées de productions internationales, notamment Permis de vivre d'Aitor Gabilondo. Romeria, le troisième film de la cinéaste Carla Simón, dont le titre est inspiré par la Romería de Vigo, sélectionné en compétition officielle de la 78e édition du Festival de Cannes en 2025, est tourné dans la ville.

## Sports
- Celta de Vigo (football)
- SD Octavio (handball)

### Arrivées duTour d'Espagne
- 2007 :  Daniele Bennati

## Honneur
L'astéroïde (127870) Vigo est nommé en son honneur.